# 하우빌드
하우빌드(howbuild)는 대한민국의 건축 플랫폼이다. 건축과 정보기술(IT) 전문가 그룹이 함께 운영하는 서비스형 소프트웨어(SaaS Solution) 기업으로 건축주, 설계사, 시공사 간의 협업을 지원한다.

## 역사
2003년에 설립되었으며, 설립 초기에는 건축 정보의 공유를 목표로 시작하였다. 이후 건축 참여자들의 협업을 지원하는 플랫폼으로 발전하였으며, 축적한 데이터를 기반으로 건축주와 함께 건축사업을 관리한다.

## 주요 서비스
- 원스톱건축: 건축 사업 계획부터 설계, 시공, 준공까지 전 과정을 통합 관리하는 서비스이다.
- 공개경쟁입찰: 건축주가 3,500개 이상의 파트너 건설사로부터 견적을 받아 비교하고, 최적의 건설사를 선택할 수 있도록 지원하는 서비스이다.
- 온라인 공사관리: 공사 현장의 진행 상황을 온라인으로 실시간 확인하고, 공사 대금을 안전하게 관리하는 서비스이다.
- 현장 공사관리: 20년 경력의 현장 전문가(CM)가 공사 현장을 직접 관리한다. 도면 검토, 공정 관리, 기성 관리 등을 지원한다.

## 운영 사이트
- 스마콘(smacon): 사용자가 설계도면을 제출하면, 3D BIM 및 수량 산출을 통합 제공하는 서비스
- 아키히어 설계: 건축주와 설계사를 연결하는 오픈 마켓 플랫폼
- 아키히어 시공: 건축주와 시공사를 연결하는 오픈 마켓 플랫폼

## 참고 문헌
1. 하우빌드, 건축사업의 리스크 사전 차단하는 플랫폼
2. 하우빌드, ‘스마콘’ 정확도 향상된 3D BIM 기술력 인증 특허 획득
3. 부정확한 ‘평당공사비 NO’공사 데이터베이스로 공사비 산출
4. 건축플랫폼 ‘하우빌드’, 기성 관리 강화한 ‘신규 공사관리 시스템’ 출시